# Brazino777
Brazino777 é um site que oferece serviços de jogos de azar, mediante apostas efetuadas por meio de cadastro de cartão de crédito. Trata-se de uma das maiores plataformas de cassino online e apostas esportivas do Brasil. A empresa era sediada, no entanto, na ilha caribenha de Curaçau e não possuía sede no Brasil até outubro de 2024. Contudo, após a publicação de novas regras sobre apostas e jogos de azar em setembro de 2024, a empresa constituiu representação no Brasil. No site Reclame Aqui, clientes relataram dificuldades para resolver problemas.

## Publicidade
O site possui um jingle que viralizou massivamente em sites pornôs e, desse modo, tornou-se uma música que ficou fortemente associada ao consumo de conteúdo erótico na internet. Trata-se de uma paródia da canção "Baile de Favela", e que é frequentemente veiculada nas páginas mais acessadas do segmento de conteúdo erótico e pornográfico, dentre elas XVideos, Pornhub e RedTube. Na adaptação, a letra aparece como: "É o Brazino, o jogo da galera. Vem jogar Brazino, que é o jogo da galera". O jingle viralizou a ponto de, no YouTube, fora da esfera pornográfica, chegar a acumular mais de 1 milhão de visualizações.